# Venus and Adonis (opera)
Venus and Adonis is een opera uit 1683 van John Blow.
Venus and Adonis is Blows enige opera; de ondertitel luidt „A Masque for the Entertainment of the King“. De term opera was in de 17de eeuw in Engeland nog niet ingeburgerd: Blow noemde zijn werk derhalve een masque, omdat het qua duur en stijl (met veel dansen en interludia) aanleunde bij deze traditie. Daar het werk echter volledig gezongen is, dient men het in wezen als opera te beschouwen.
Het werk werd niet lang vóór Purcells Dido and Aeneas gecomponeerd, en vertoont er ook overeenkomsten mee. De stof is antiek en aan Ovidius ontleend; het richtsnoer voor dergelijke composities was het Franse drama in de stijl van Charpentier en Lully. Dat Venus and Adonis voor het 'entertainment van de koning' bedoeld was, is dan ook veelzeggend. Koning Charles II wedijverde immers voortdurend met de Zonnekoning en had een sterke voorliefde voor continentale muziek. Algemeen was de muziek uit Frankrijk en Italië lichter en toegankelijker dan de traditionele Engelse muziek; de koning gaf de voorkeur aan dansen ten opzichte van de fantasia en trok vele Franse componisten aan.
Vermits Blow en Purcell desalniettemin rekening dienden te houden met het Engelse publiek, bevatte hun opera-achtige werk gewoonlijk de curtain tunes en grounds die uit de traditie van de masque stamden. Daarenboven vertoont de (relatief korte) opera typische Blow-elementen; zijn stijl was vaak dissonant en asymmetrisch, en minder continentaal dan die van Purcell. In tegenstelling tot Purcells Dido and Aeneas wordt Venus and Adonis vrijwel nooit meer uitgevoerd: het werk is grotendeels in de vergetelheid geraakt, al geniet het onder barokliefhebbers wel een zekere belangstelling. Deze Venus and Adonis is niet te verwarren met het gelijknamige werk van Shakespeare: het is een libretto van een anonieme auteur, die zich op Ovidius' Metamorphosen heeft gebaseerd. Het verhaal is erg eenvoudig.

## Verhaal

### Proloog
Herders en herderinnen dansen rond Cupido. Cupido zegt dat alleen lelijkaards en bejaarden aan hun geliefden trouw blijven. Jonge mensen zijn vatbaar voor liefdesgrillen.

### 1ste bedrijf
Venus en Adonis liefkozen elkaar op een bank. Adonis heeft geen zin om te gaan jagen, maar Venus spoort hem ertoe aan. De jagers komen binnen, roepen op tot de jacht en dansen. Een grote beer (id est een mannelijk zwijn) is gesignaleerd.

### 2de bedrijf
Venus heeft een gesprek met haar zoon Cupido. Kleine Cupidootjes zeggen hun les op en spellen het woord 'mercenary' in een dissonante samenzang, want enkel de boosaardigen bespotten Cupido. Venus vraagt hoe ze Adonis trouw kan maken. Cupido antwoordt in een subtiele toespeling: „Gebruik hem... — slecht.“ Er wordt gelachen; Cupido verjaagt de kleine Cupidootjes en laat de Gratiën komen. De Gratiën zingen de lof van Venus en dansen. De Cupidootjes maken Venus op.

### 3de bedrijf
Een melancholische Venus verlangt naar de terugkomst van haar Adonis. Adonis wordt zwaargewond de bühne op gedragen: een everzwijn heeft hem te pakken gekregen. Adonis herleeft even wanneer Venus van haar diepe liefde voor hem kond doet. Maar ze ziet dat hij stervende is; Adonis sterft op haar boezem. Het koor treurt om Venus, die ontroostbaar achterblijft.